# Grup de Contadora

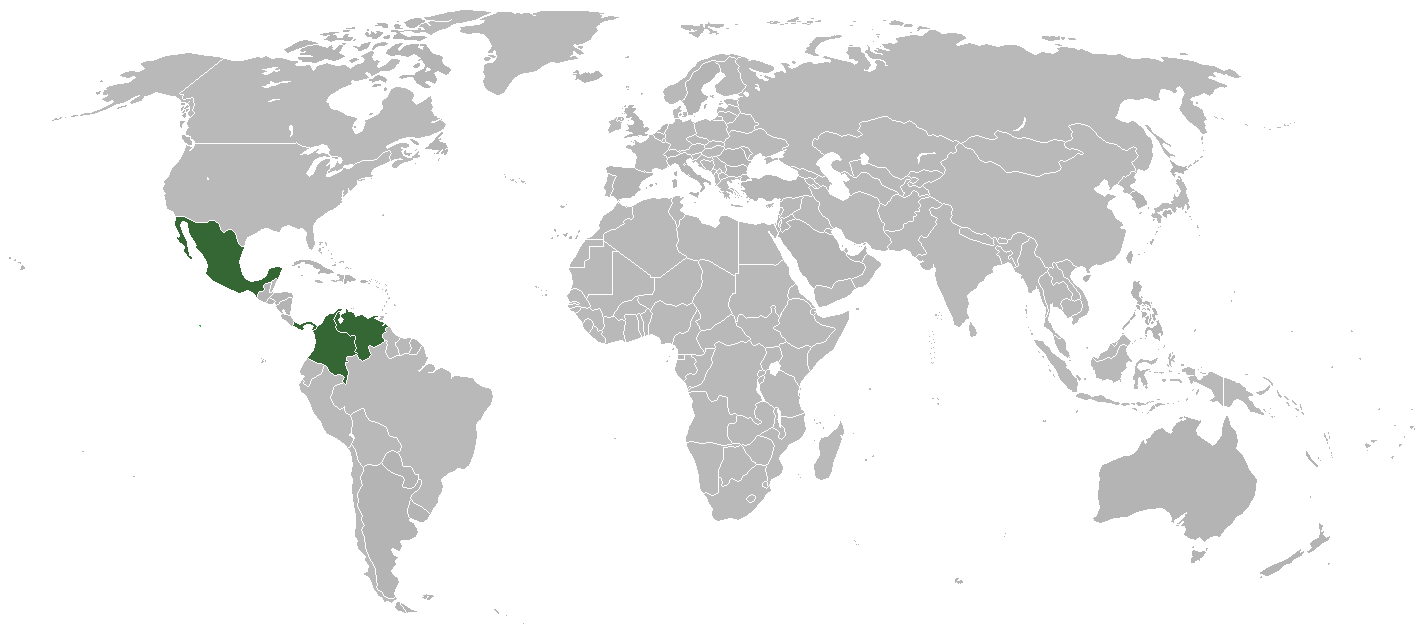
Imatge dels països integrants del Grup.

El Grup de Contadora fou una instància multilateral establerta pels governs de Colòmbia, Mèxic, Panamà i Veneçuela, l'any 1983, per a promoure conjuntament la pau i la concòrdia a Centreamèrica.

## Orígens
El gener de 1983 els governs de Colòmbia, Mèxic, Panamà i Veneçuela van establir un sistema d'acció conjunta per a promoure la pau en Centreamèrica, especialment enfront dels conflictes armats en El Salvador, Nicaragua i Guatemala, que amenaçaven de desestabilitzar tota la regió.
L'estímul original va provenir del primer Ministre suec Olof Palme i els premis Nobel Gabriel García Márquez, Alfonso García Robles i Alva Myrdal als presidents de Colòmbia, Mèxic, Veneçuela i Panamà, perquè actuïn com mediadors.

## Missió principal
El grup es va reunir per primera vegada a l'Illa de Contadora (Panamà) el 1983 i va cridar l'atenció sobre els conflictes centroamericans, així com va posar pressió per a una atenuació de la presència militar dels Estats Units a l'àrea. El pla de pau va ser donat suport pel Consell de Seguretat de les Nacions Unides, l'Assemblea General de les Nacions Unides i molts altres organismes internacionals i regionals.
El setembre de 1983, a causa de la mediació del Grup de Contadora, els cancellers dels països centroamericans van adoptar un Document d'Objectius a la ciutat de Panamà. El document declara la voluntat dels governs centroamericans de promoure la democratització i acabar els conflictes armats, actuant d'acord amb la llei internacional, per a revitalitzar i restaurar el desenvolupament econòmic i la cooperació a Centreamèrica, i negociar millors accessos als mercats internacionals.
El setembre de 1984, va ser presentada l'Acta de Paz y Cooperación de Centroamérica de Contadora, que contenia un detallat esquema de compromisos per a la pau, la democratització, la seguretat regional i la cooperació econòmica. Així mateix creava comitès regionals per a avaluar i seguir aquests compromisos. Aquest mateix any fou guardonat amb el Premi Príncep d'Astúries de Cooperació Internacional.
El 29 de juliol de 1985, a Lima, aprofitant la trobada de presidents per a assistir a la presa de posició del president peruà Alan García, Argentina, Brasil, Perú i Uruguai van anunciar junts la creació del Grup de suport a Contadora o Grup de Lima. Ambdós grups de països junts van ser coneguts com el Grup dels Vuit. Aquest mateix any fou guardonat amb el Premi Internacional Simón Bolívar, concedit pel govern de Veneçuela i la UNESCO, en la seva segona edició.
L'Acta de Contadora va obtenir el suport generalitzat dels països democràtics d'Amèrica Llatina però no va comptar amb el suport essencial dels Estats Units, a causa de la seva oposició a reconèixer al govern de Nicaragua i a renunciar a les intervencions militars unilaterals a l'àrea.
Si bé el Grup Comptadora no va assolir establir una fórmula de pau acceptabe per a totes les parts involucrades, va assentar els fonaments perquè emergís aquest pla en els anys següents: l'Acord de Pau d'Esquípulas, que va permetre reformular completament la política centreamericana.
El Grup dels Vuit va ampliar posteriorment les seves preocupacions a altres problemes d'interès regional, abordant la situació de les Illes Malvines, exhortant a la negociació entre Argentina i el Regne Unit; el deute extern i el proteccionisme dels països desenvolupats.
A partir de 1990 el Grup de Contadora va adoptar el nom de Grup de Rio.